# Freixe de flor
El freixe de flor (Fraxinus ornus) és un arbre caducifoli de capçada esfèrica que pot arribar fins als 15 metres d'alçària. Pertany al gènere Fraxinus.

## Nomenclatura
- Nom científic complet: Fraxinus ornus L.[1]
- Família: Oleaceae.
- Sinonímia (taxonòmica i/o nomenclatural): Ornus europaea.
- Noms populars en català: freixe de flor, freixe d'olor, freixe femella (oposat a freixe mascle (F. angustifolia), freixe orn, freixe del mannà, freixe valencià, fleix.[2]

## Etimologia
- Fraxinus: del grec phraxis, 'tancat'
- ornus: del llatí orno, 'muntanya'

## Ecologia
Distribució als països de llengua catalana: a la regió mediterrània. A la península Ibèrica, en trobem sobretot a les muntanyes més orientals. Distribució mundial: al sud d'Europa i Àsia occidental. És un arbre natiu del sud d'Europa i el sud-oest d'Àsia.
Hàbita en vessants ombrius sobre sòls humits de muntanyes de boscos de ribera, en barrancs i torrents de zones humides i fresques. Habita tant en sòls calcaris com silicis. Suporta molts tipus de sòls, sempre que aquests siguin frescos, com hortes, sots i valls humides. Podem trobar-ne a les obagues de les muntanyes de clima suau i no gaire sec a l'estiu, de 200 a 1.500 m d'altitud. És molt resistent al fred.

## Descripció
Forma vital (de Raunkjaer): macrofaneròfit caducifoli. Port i dimensions: arbre caducifoli que pot arribar a mesurar uns 15 metres, de copa ampla: hemisfèrica o aplanada.

### Òrgans vegetatius
El tronc mesura fins a 1 metre de diàmetre. De color gris fosc, fins i tot negre, i llis. Les fulles són oposades, caduques i compostes imparipinnades, que mesuren de 5 a 10 cm. De 5 a 9 folíols pedunculats, ovadolanceolats, irregularment dentats, verds clars al feix i amb pubescència ferruginosa al revers. Tipus de pilositat (si n'hi ha) al pecíol amb pilositats curtes de color gris. La reproducció es fa per llavors fresques sembrades immediatament després de la collita, i pot tardar fins a un any a germinar, i és el millor sistema i el més ràpid els esqueixos. La inflorescència es donen en panícules laterals o terminals còniques de fins a 15 x 20 cm. El calze amb 4 sèpals soldats en la base, i la corol·la amb 4 pètals soldats en la base o lliures. L'androceu presenta 2 estams, de llargs filaments. L'ovari (gineceu) se situa entre els 2 estams. El fruit és sec, en forma de llengüeta, eixamplat en la meitat apical per tal de facilitar la disseminació. El fruit és una sàmara de 2-2,5 cm. Es troba sobre un peduncle. Floreix en primavera. La pol·linització és anemòfila.

## Farmacologia
La part utilitzada (droga) és l'escorça. Aquesta és medicinal, així com "el mannà" obtingut mitjançant la incisió de l'escorça. Les fulles també gaudeixen de propietats laxants.
Elements de composició química: manitol (55%), hexoses, manotriosa, exatetrosa (estaquiosa), resina i heteròsits cumarínics: fraxòsid i esculòsid.
Usos medicinals: especialment indicat, pel seu mecanisme suau d'acció, per tractar el restrenyiment en nens i ancians. També indicat per millorar varius, flebitis i morenes. En tots aquells casos que calgui un augment de la diüresi: cistitis, ureteritis, oligúria, urolitiasi, hiperuricèmia, gota, hipertensió arterial, edemes i retenció de líquids.
Accions farmacològiques/propietats: el mannà es comporta com a laxant suau, tot i que pot ser purgant a dosis elevades. És un diürètic osmòtic, antiinflamatori i venotònic.
Toxicitat: estenosi esofàgica, pilòrica o intestinal.
El seu ús com a diürètic en presència d'hipertensió arterial, cardiopaties o insuficiència renal moderada o greu, sols deu fer-se per prescripció i sota control mèdic, davant el perill de la possibilitat de produir-se una descompensació arterial.

## Observacions
Al sud d'Itàlia i Sicília es conrea per a l'obtenció del "mannà", beguda ensucrada molt benvolguda per les seves propietats laxants. Per a això, se sagna l'arbre durant l'estiu, fent unes incisions en l'escorça per les quals flueix aquest líquid.
El mannà pot administrar-se, diluït en aigua, llet o suc de fruites, en dosis variables segons l'edat:
- Fins a tres anys: 5 a 10 g/dia
- De tres a cinc anys: 15 a 20 g/dia
- Majors de cinc anys: 25 a 30 g/dia
- Adults: 50 a 60 g/dia.

Molt utilitzat en jardineria. Cultivat per a guarniment.

## A la mitologia grega
El mannà, a la mitologia grega, se'l creu relacionat amb la mel (la paraula pels dos és meli en grec antic). Es deia que l'arbre va sorgir per primera vegada de la sang del cel i sovint es descrivia el seu mannà com el suc de les estrelles caigut del cel. Les tiges dels exemplars joves de freixe s'utilitzaven en la confecció de llances. Era un arbre sagrat per a Zeus a causa del mannà, i per a Ares, a causa de les llances.
- Les Melíades eren les nimfes dels freixes.
- La lança d'Aquil·les va ser feta amb un freixe del mont Pelió.

## Galeria

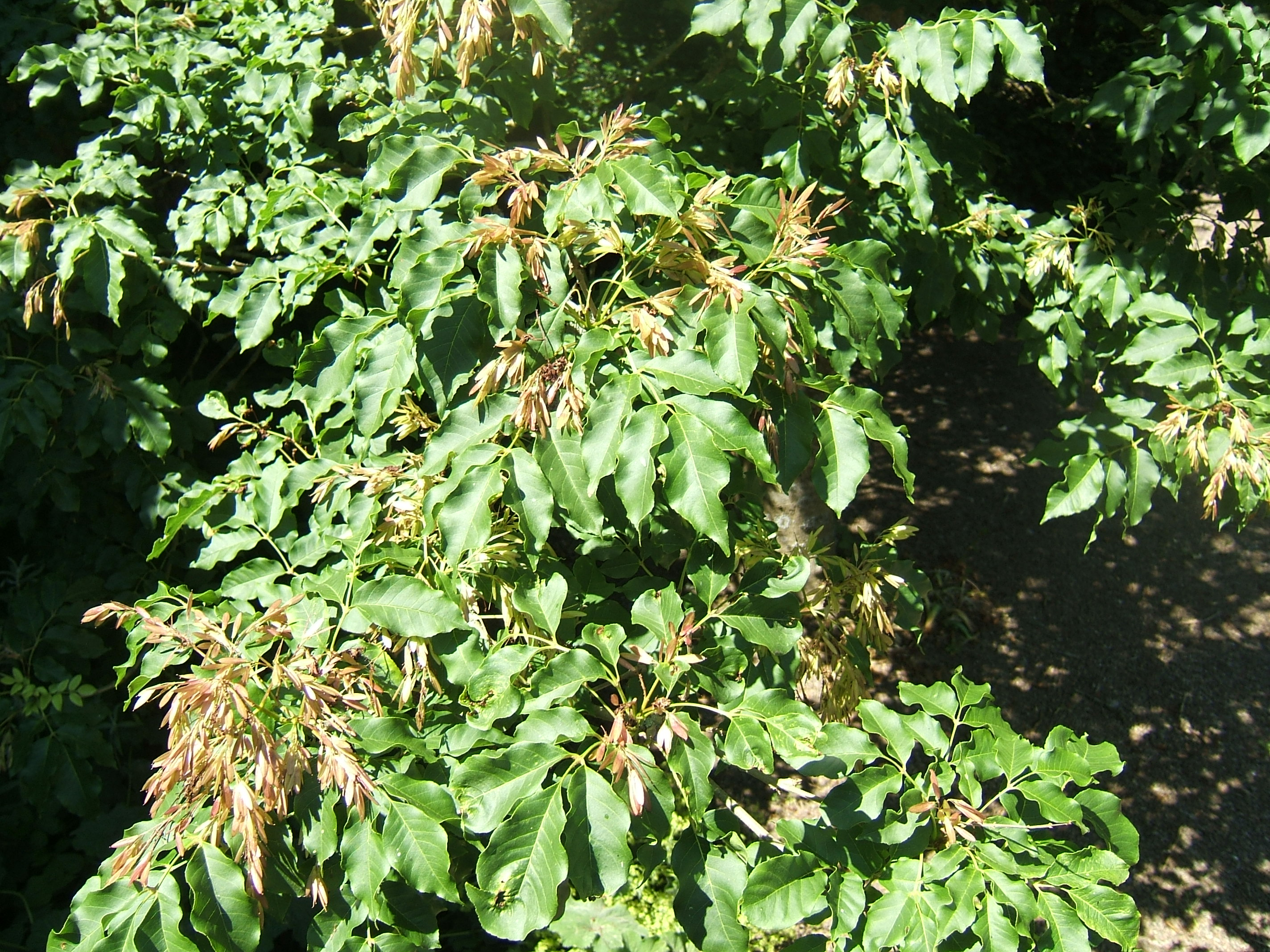
Fullatge i fruit immadur
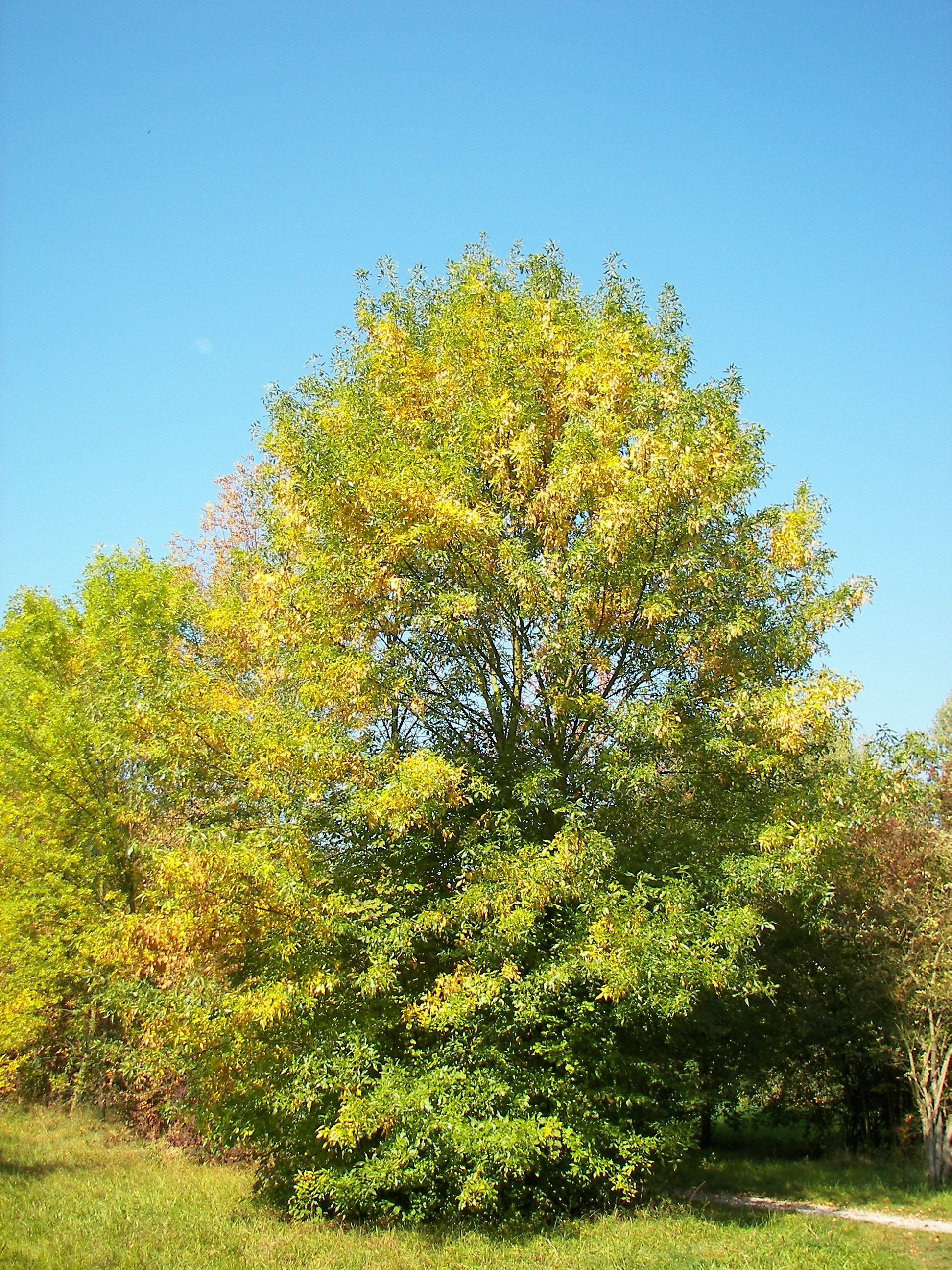
Arbres amb colors d'estiu
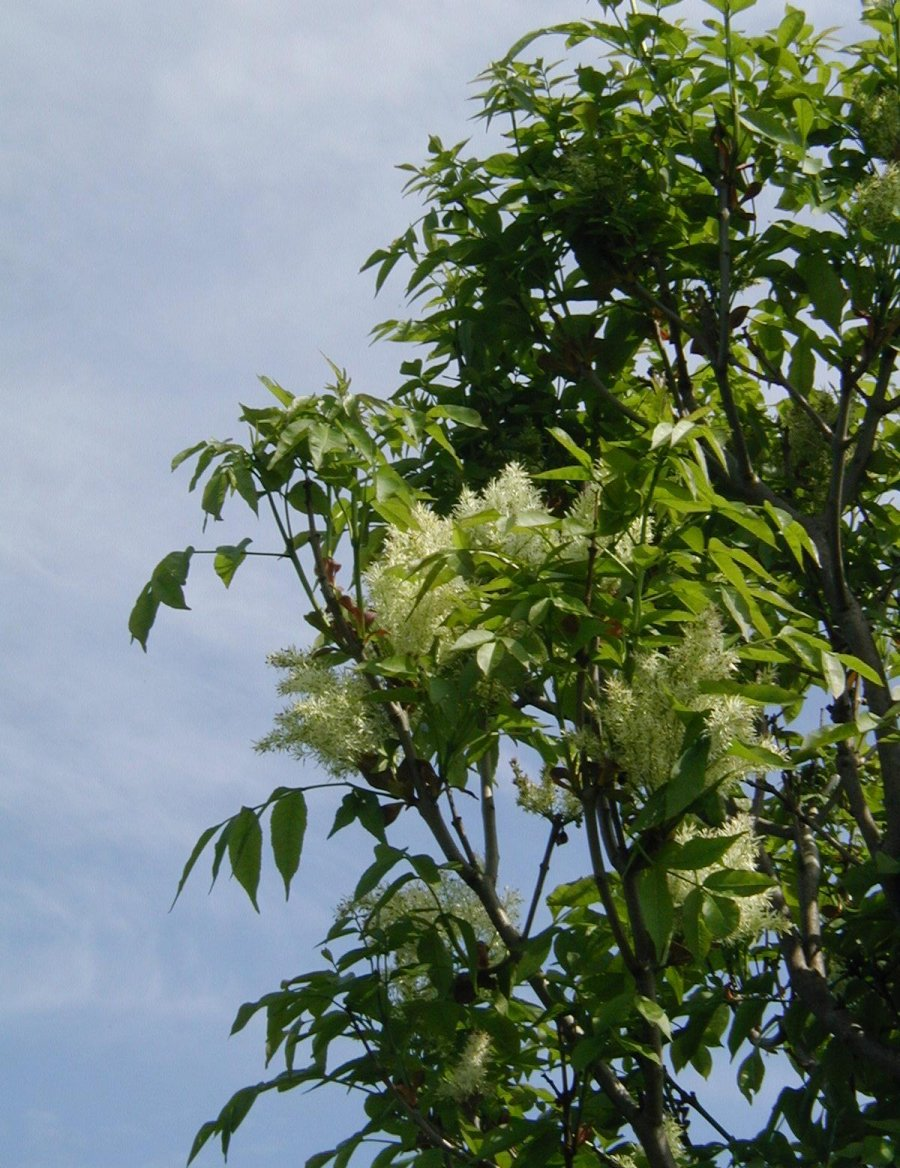
Flors
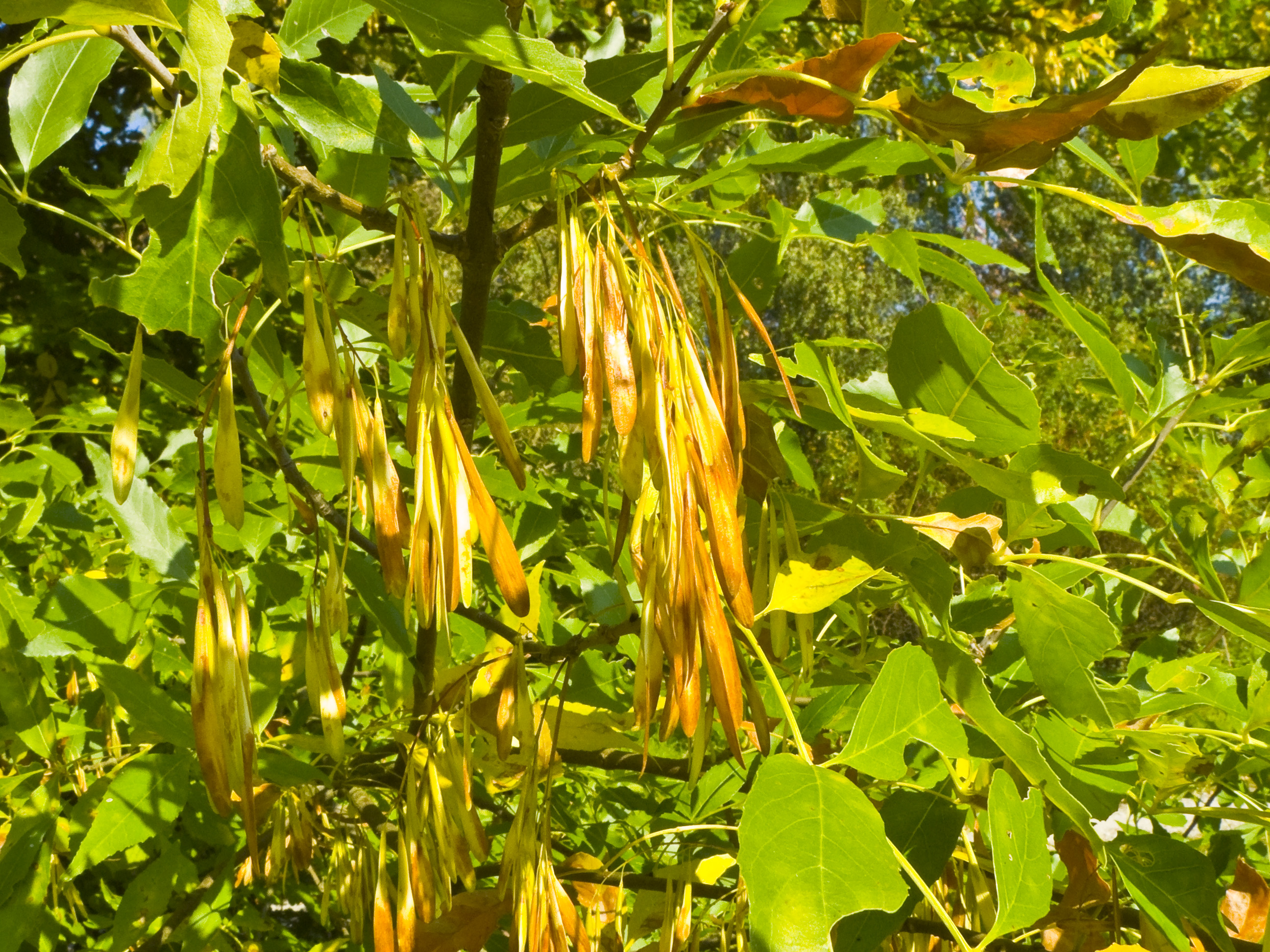
Fruits